# Maiduguri
Maiduguri, también llamada Yerwa por sus locales, es la capital y la ciudad más grande del estado de Borno en el noreste Nigeria. La ciudad se sienta a lo largo del río Ngadda estacional que desaparece en los pantanos de Firki en las áreas alrededor del lago Chad. Maiduguri fue fundada en 1907 como un puesto militar de los británicos y desde entonces ha crecido rápidamente con una población superior a un millón en 2007.

## Historia
La región era casera al Imperio Kanem-Bornu por los siglos. Maiduguri en realidad consiste en dos ciudades: Yerwa al oeste y Maiduguri Viejo al este. El viejo Maiduguri fue seleccionado por los británicos como sus jefaturas militares mientras que Yerwa fue seleccionado aproximadamente al mismo tiempo por Abubakar Garbai de Borno para substituir Kukawa como la nueva capital tradicional del pueblo de Kanuri.
Maiduguri es una de las dieciséis LGAs que constituyen el emirato de Borno, un estado tradicional situado en el estado de Borno, Nigeria.

## Economía
Maiduguri cuenta con tres mercados, uno de los cuales es un ultramoderno "mercado de lunes" que tiene una imagen espectacular, visto por satélite. Hay un museo antiguo, y la ciudad es servida por el Aeropuerto Internacional de Maiduguri.
La ciudad tiene uno de los mejores diseños en Nigeria. Los valores de la tierra y las propiedades son altos. Una encuesta de 2009 de los mercados inmobiliarios en Nigeria posicionó a Maiduguri como el tercera ciudad más cara para comprar y alquilar después de Abuya y Lagos.
Maiduguri es el principal centro comercial del noreste de Nigeria. Su economía se basa en gran medida en los servicios y el comercio con una pequeña parte de la manufactura. La ciudad se encuentra al final de una línea de ferrocarril que conecta Port Harcourt, Enugu, Kafanchan, Kuru, Bauchi, y finalmente Maiduguri.